# Leroy Grumman
Leroy Randle Grumman (Huntington, Long Island, New York állam, 1895. január 4. – Manhasset, New York állam, 1982. október 4.) amerikai mérnök, repülőgép-tervező és -építő, tesztpilóta, ipari vállalkozó, az amerikai katonai repülőgép gyártás kiemelkedő személyisége.
1929-ben megalapította a Grumman Aircraft Engineering Co. vállalatot, melyet később Grumman Aerospace Corporationné alakítottak. 1994-ben megvásárolta a Northrop haditechnikai vállalat, azóta a cég a Northrop Grumman csoport része.

## Élete

### Tanulmányai
Ősei sörfőzdét üzemeltettek. Apja, Tyson Grumman szekérgyártó és -kereskedő üzletet vitt, később az állami postaszolgálatnak dolgozott. Fia, Leroy erős érdeklődést mutatott az akkoriban újdonságnak számító, gyorsan fejlődő motoros repülőgéptechnika iránt. A középiskola elvégzése után 1911-ben felvették az Ithaka városában működő Cornell Egyetemre, itt 1916-ben szerzett gépészmérnöki oklevelet. Első munkahelye a New York Telephone Company volt.

### Munkássága
1917-ben, amikor az Egyesült Államok belépett az első világháborúba, Grumman pilótaképzésre jelentkezett az amerikai Haditengerészetnél, de az orvosi vizsgálaton visszautasították, így hajógépésszé képezték ki, majd a Columbia Egyetemre küldték tengeralattjáró-vadász torpedónaszádok személyzetének képzésére küldték.
Később a Massachusetts Institute of Technology-ra kérte magát, ahol pilótanövendékek képzésében és repülés közbeni ellenőrzésében vett részt. Némi trükközéssel (az orvosi alkalmassági véleményt eltitkolva) bejuttatta magát a miami Haditengerészeti Repülőbázisra, ahol harci pilóta képzésre jelentkezett és 1918 szeptemberében a floridai Pensacolában sikeres hivatásos pilótavizsgát tett.
Pensacolában repülőoktató és tesztpilóta lett, emellett az állami haditengerészeti repülőgépgyártó művek projekt-mérnöke. A League Island-i Philadelphia katonai hajógyárban találkozott Loening fivérekkel, Albert Loeninggel és Grover Loeninggel, a hidroplán technológia úttörő fejlesztőivel.
Az első világháború után, 1920–1929 között, a Loening Aircraft Engineering Corporation repülőgépgyárban dolgozott, először tesztpilótaként, aztán üzemigazgatóként, végül a társaság vezérigazgatója lett. A gyárat 1928-ban egybeolvasztották a Keystone Aircraft Corporationnel, és telephelyeit elköltöztették. 1929-ben Grumman otthagyta a Loeninget, társult Edmund „Ed” Poorral, William Schwendlerrel, Jake Swirbullal és Clint Towllal, és együtt megalapították a Grumman Aircraft Engineering Corporation repülőgépjavító üzemet (későbbi nevén „Grumman Aerospace Corporation”-t). A cég alapító tőkéje 32 000 dollárra rúgott, ebbe Leroy Grumman 17 000 dollárt adott bele, így többségi tulajdonossá vált.
A Grumman gyár első elnök-igazgatója maga Grumman lett, aki sikeresen fejlesztette fel a frissen alapított üzemet. Kezdetben meghibásodott repülőgépeket javítottak, és teherautókhoz gyártott alumínium felépítményeket készítettek. 1930-ban az amerikai haditengerészettől megrendelést kaptak hidroplánok (kétéltű repülőgépek) úszótestjeinek gyártására. E megrendelés bevételéből Grumman kibővítette az üzemet. 1931-ben az üzem a New York állambeli Valley Streambe költözött, egy hangárépületbe. Itt készítették el az amerikai haditengerészet számára az első Grumman F3F kétfedelű harci repülőgépet, behúzható futóművel, zárt pilótafülkével. 1932-re az üzem kinőtte a gyárépületet, és Grumman átköltöztette a New York állambeli Farmingdale-be, ahol a haditengerészet céljaira vadászrepülőgépeket és többcélú repülőgépeket tudtak gyártani.  A megrendelések növekvő száma miatt 1936-ban ismét nagyobb telephelyre költöztek a New York állambeli Bethpage városba, ahol frissen épült, új üzemcsarnokban folyt a termelés, emellett a cégnek már saját felszállópálya is rendelkezésére állt.
A vállalat számára a nagy áttörést az 1941-es év hozta el, a Pearl Harbor elleni japán támadás és a második világháborúba történő amerikai részvétel formájában. Az amerikai haditengerészet megrendelésére Grumman megkonstruálta az Grumman F4F Wildcatet, amelynek újdonsága a felhajtható szárnyfelület volt, ennek révén a repülőgép-hordozók fedélzetén minimális helyet foglalt el. Emellett megtervezte és gyártotta a Grumman F6F Hellcat vadászrepülőgépet, mely igen sikeresnek bizonyult a japán vadászrepülők ellen, jelentősen megnövelte az ellenséges légierő veszteségeit. A második világháború tartama alatt a Grumman-gyárban összesen 31 376 harci repülőgépet gyártottak.Világháborús cikk:

### Visszavonulása, halála

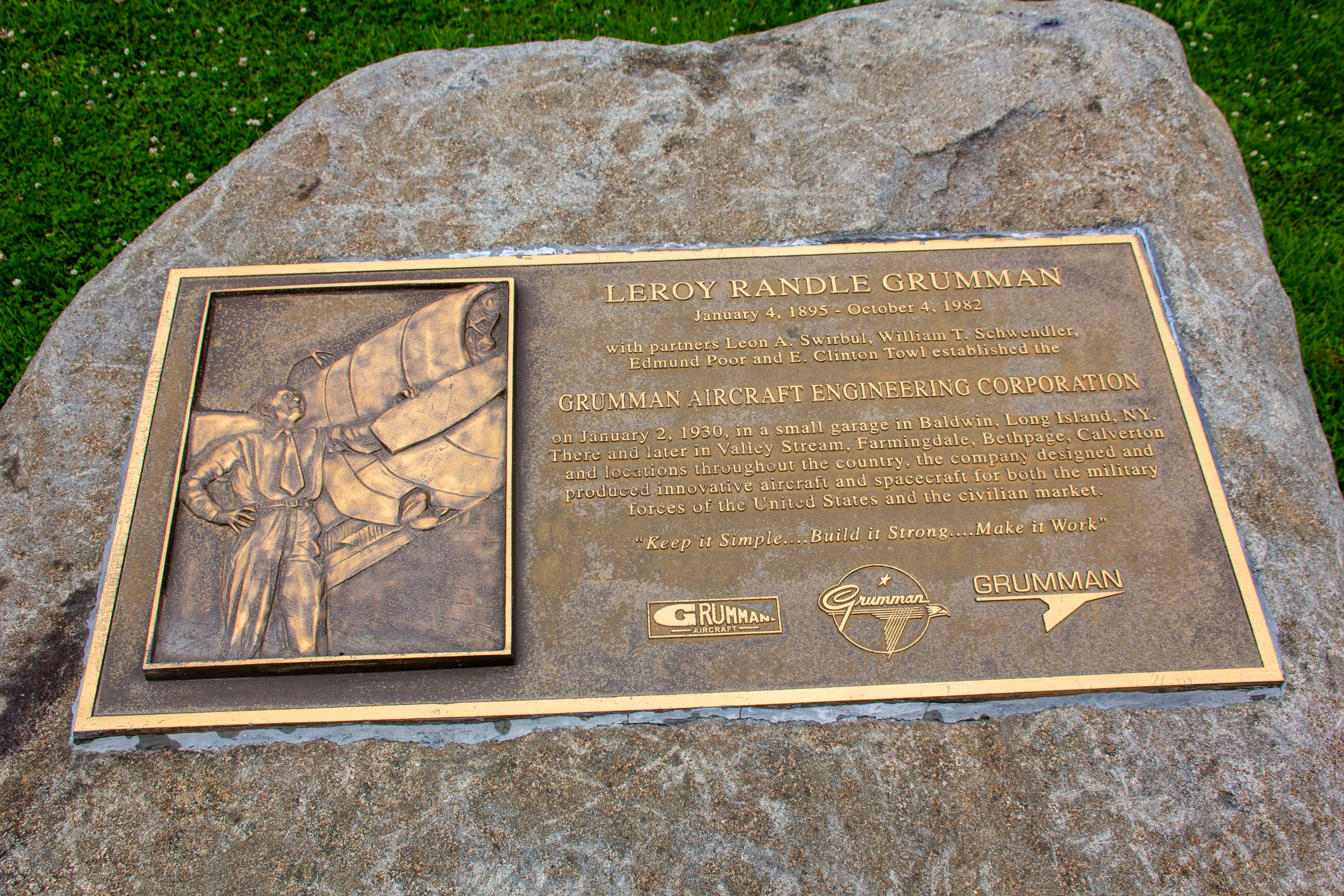
Leroy Grumman-emlékmű Long Islanden, a Grumman Memorial Parkban

A háború vége felé Grumman tüdőgyulladást kapott. Orvosa penicillin injekciókat adott neki, amely erős heveny allergiás reakciót okozott, és Grumman látása erősen megromlott. Fogyatékossága egyre jobban akadályozta a munkában, emiatt megritkította nyilvános megjelenéseit.
Az 1960-as években látása tovább romlott, sötét szemüveget kellett hordania, amely akadályozta a közlekedésben. 1966. május 19-én lemondott a Grumman cég örökös elnökii tisztségéről. Örökös tiszteletbeli elnökké választották, e tisztséget 1972. június 15-ig viselte. Aktív pályájának végén, 1972-ben nevét felvették a Repülési és Űrhajózási Dicsőség Csarnokának táblájára. 
Időnként ellátogatott a cég irodáiba és telephelyeire, de súlyosbodó cukorbetegsége miatt az 1980 körül már teljesen megvakult. Családi birtokán, a Long Island-i Manhassetben élt. Hosszú betegség után a közeli North Shore Egyetemi Kórházban hunyt el, 1982. október 4-én. Házas ember volt, négy gyermeket hagyott hátra.